# المبادرة المغربية للحكم الذاتي
المبادرة المغربية للحكم الذاتي هي اقتراح قدمته المملكة المغربية في عام 2007 كحل للنزاع حول منطقة الصحراء، حيث تهدف إلى منح الصحراويين حكمًا ذاتيًا موسعًا تحت السيادة المغربية، وقد لقيت دعمًا من عدة دول ومنظمات دولية كونها تعتبر حلاً يمكن أن يسهم في استقرار المنطقة ويضمن حقوق الصحراويين في إدارة شؤونهم بأنفسهم. لكن لا تزال هناك معارضة من بعض الجهات، مثل جبهة البوليساريو، التي تطالب بالاستقلال الكامل للصحراء. تقوم هذه البادرة على نقل جزء من اختصاصات الدولة المغربية إلى جهة الحكم الذاتي الموسع للصحراء، ليدبر سكانها شؤونهم بأنفسهم بشكل ديمقراطي، بينما تحتفظ الرباط باختصاصاتها المركزية في ميادين السيادة. تقترح هذه المبادرة أيضا تنظيم استفتاء شعبي لسكان المنطقة حول المقترح في إطار إحترام حق تقرير المصير.

## المفاوضات
اقترح المجلس الملكي الاستشاري للشؤون الصحراوية (كوركاس) خطة للحكم الذاتي للصحراء الغربية وزار أعضاء المجلس عددًا من البلدان لشرح الاقتراح. قدمت الخطة إلى مجلس الأمن التابع للأمم المتحدة في أبريل 2007، وحظيت بدعم الولايات المتحدة وفرنسا. شكلت هذه المبادرة الأرضية الرئيسية للاقتراح المغربي في مفاوضات مانهاست. جاء هذا الاقتراح في أعقاب الاقتراحين السابقين لخطة بيكر، التي شددت على إجراء استفتاء على استقلال الصحراء الغربية بعد خمس سنوات من الحكم الذاتي، لكن المغرب رفض الخطة. كما قُدم اقتراح آخر من قبل جبهة البوليساريو إلى الأمم المتحدة في 10 أبريل 2007 قبل يوم من الاقتراح المغربي. صوّت مجلس الأمن التابع للأمم المتحدة بالإجماع على القرار رقم 1754 في 30 أبريل 2007 الذي يدعو إلى إجراء محادثات بين الطرفين، ويقدر اقتراح المغرب ويأخذ بالحسبان اقتراح البوليساريو. عٌقدت أربع محادثات سلام برعاية الأمم المتحدة بين وفدي البوليساريو والمغرب في 18-19 يونيو 2007، و 10-11 أغسطس 2007 ، و7-9 يناير 2008 و18-19 مارس 2008، وعقدت جميعها في مانهاست، نيويورك، غير أن إصرار جبهة البوليساريو على خيار الاستقلال ورفضها التفاوض حول المقترح المغربي، دفع المغرب إلى البدء في تنزيل مشروع الحكم الذاتي عبر العمل على تطبيق سياسة الجهوية الموسعة. عند تقديم هذ المشروع سنة 2007، وجه سفير المغرب الرسالة التقديمية التالية:
"إنها مبادرة توافقية وخلاقة، مسؤولة ومنفتحة، ستمكن، بالنظر لمضمونها وغايتها، جميع الصحراويين، سواء منهم المقيمون داخل المملكة، أو الموجودون بالخارج، من التدبير الديمقراطي لشؤونهم المحلية، من خلال هيئات تمثيلية، تشريعية وتنفيذية، وقضائية. كما تتيح هذه المبادرة تجسيد مبدأ تقرير المصير، من خلال تعبير حر ديمقراطي وعصري، بشأن نظام الحكم الذاتي. وهي بذلك مطابقة للشرعية الدولية، مستوعبة للقواعد والمعايير العالمية المعمول بها، في مجال الحكم الذاتي. فضلا عن كونها تكفل احترام حقوق الإنسان وتعزيزها، كما هي متعارف عليها عالميا، وكما يكرسها دستور المملكة".

## مرتكزات المقترح

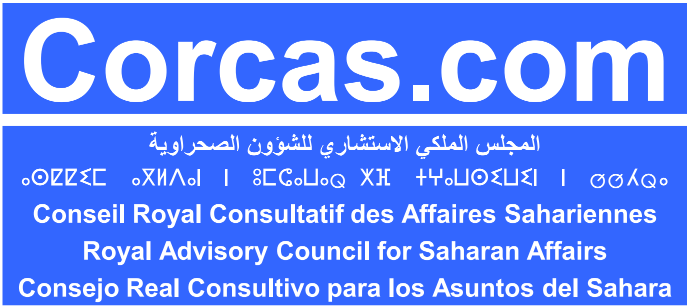
شعار المجلس الملكي الاستشاري للشؤون الصحراوية الذي تقدم بمقترح الحكم الذاتي.

### على المستوى الإداري
السماح لسكان جهة الحكم الذاتي الصحراوية بالإدارة المحلية والشرطة المحلية، وتوفير محاكم للجهة الصحراوية.

### على المستوى الاقتصادي
يسمح لسكان الجهة الصحراوية ممارسة الأنشطة الاقتصادية التنموية وإمكانية التخطيط الجهوي، وتشجيع الاستثمارات في المجال التجاري والصناعي والسياحي والفلاحي، وتدبير الشؤون المتعلقة بالبنية التحتية مثل الماء والمنشئات المائية والكهرباء والأشغال العمومية والنقل.

### على المستوى الاجتماعي

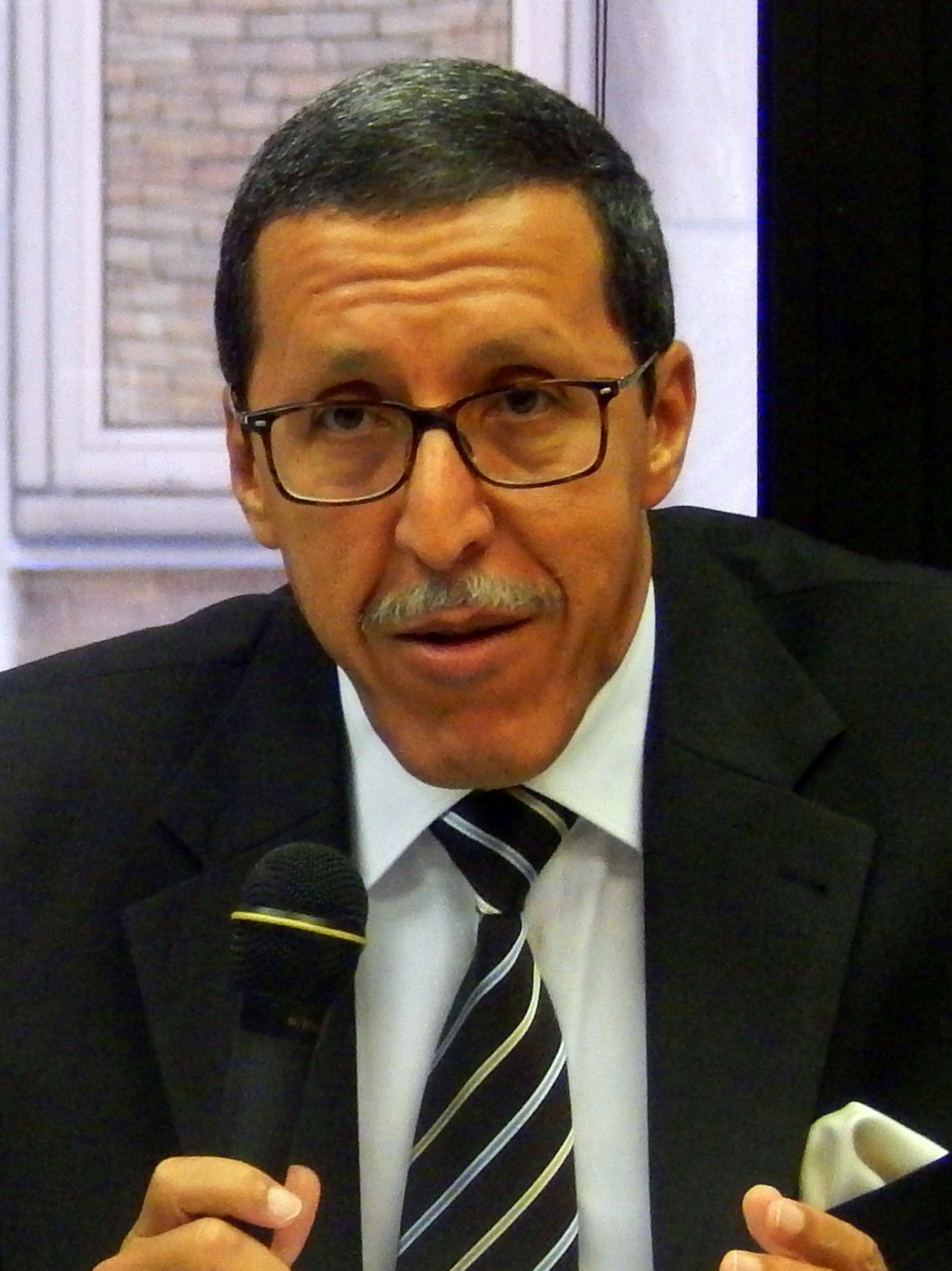
عمر هلال، السفير الممثل الدائم للمغرب لدى الأمم المتحدة

منح سكان الجهة الصحراوية اختصاصات متعلقة بالسكن والتربية والصحة والتشغيل والرياضة والضمان الاجتماعي والرعاية الاجتماعية والتنمية الثقافية، من خلال تمكين السكان المحليين من موارد المنطقة مثل الضرائب والرسوم والموارد المحصل عليها من استغلال الموارد الطبيعية للجهات الصحراوية، بالإضافة إلى الموارد المخصصة لهذه الجهات في إطار التضامن الوطني وعائدات ممتلكاتها. كما يقترح المغرب إنشاء مجلس انتقالي بعد الموافقة على المقترح من أجل تدبير عودة سكان المخيمات، ونزع السلاح والتسريح، وإعادة إدماج العناصر المسلحة التي توجد خارج تراب الجهة.

### على المستوى السياسي
السلطة التشريعية: إحداث برلمان الحكم الذاتي للصحراء مكونا من أعضاء منتخبين من طرف القبائل الصحراوية والأعضاء المنتخبين بالاقتراع العام المباشر من طرف الساكنة المحلية للجهة.
السلطة التنفيذية: تمارس السلطة التنفيذية من طرف رئيس حكومة ينتخبه برلمان الحكم الذاتي للجهة وينصبه الملك، ويكون رئيس حكومة الحكم الذاتي ممثلا للدولة المغربية في تلك الجهة ومسؤولا أمام برمان الجهة.
السلطة القضائية: تنظر المحكمة العليا الجهوية الخاصة بالحكم الذاتي للصحراء في تأويل قوانين الجهة مع احترام اختصاصات المجلس الأعلى والمجلس الدستوري للمملكة المغربية.

### على المستوى الحقوقي
يتمتع سكان الجهة بكل الضمانات التي يكفلها دستور المغرب في مجال حقوق الإنسان، كما يلتزم المغرب بمراجعة دستوره وإدراج نظام الحكم الذاتي، وإصدار عفو شامل عن من صدرت في حقهم أحكام لها علاقة بموضوع الصراع، كما سيتم تنظيم استفتاء حول المقترح لفائدة الساكنة المحلية من أجل ممارسة حقهم في تقرير المصير، طبقا للشرعية الدولية وميثاق الأمم المتحدة وقرارات الجمعية العامة ومجلس الأمن. بالمقابل تحتفظ الدولة المغربية باختصاصات متعلقة بالسيادة مثل النشيد الوطني والعملة، والاختصاصات الدينية والدستورية للملك، وتعيين مندوب للمغرب في جهة الحكم الذاتي للصحراء.

## تأييد المقترح
حسب عمر هلال، السفير الممثل الدائم للمغرب لدى الأمم المتحدة، فإن مقترح الحكم الذاتي تؤيده أكثر من مائة دولة ومنظمة في العالم، كما افتتحت أزيد من 30 دولة ومنظمة إقليمية قنصليات عامة لها في مدينتي العيون والداخلة الصحراويتين كتعبير على دعم المغرب في مقترح الحكم الذاتي.وفيما يتعلق بالاتحاد الاوروبي بدأت الموازين تميل إلى المغرب بشكل واضح، إذ باتت 19 دولة على الأقل من دول الاتحاد الأوروبي، تدعم رسميا مغربية الصحراء أو خطة الحكم الذاتي التي اقترحتها الرباط.

### قائمة البلدان المؤيدة لمقترح الحكم الذاتي
| الرقم | الدولة                     | المصدر | -  | الرقم     | الدولة                 | المصدر | - | الرقم | الدولة                      | المصدر |
| ----- | -------------------------- | ------ | -- | --------- | ---------------------- | ------ | - | ----- | --------------------------- | ------ |
| 1     | الولايات المتحدة الأمريكية | [ 17 ] | -  | 32        | بلجيكا                 | [ 18 ] | - | 63    | جمهورية الدومينيكان         | [ 19 ] |
| 2     | إسبانيا                    | [ 20 ] | -  | 33        | أوكرانيا               | [ 21 ] | - | 64    | سانت فينسنت والغرينادين     | [ 22 ] |
| 3     | فرنسا                      | [ 20 ] | -  | 34        | تشيلي                  | [ 23 ] | - | 65    | غينيا                       | [ 24 ] |
| 4     | البرتغال                   | [ 20 ] | -  | 35        | جمهورية إفريقيا الوسطى | [ 25 ] | - | 66    | سويسرا                      | [ 26 ] |
| 5     | لوكسمبورغ                  | [ 20 ] | -  | 36        | سيراليون               | [ 25 ] | - | 67    | مالطا                       | [ 27 ] |
| 6     | هولندا                     | [ 20 ] | -  | 37        | سانت لوسيا             | [ 25 ] | - | 68    | الرأس الأخضر                | [ 28 ] |
| 7     | ألمانيا                    | [ 20 ] | -  | 38        | بابوا غينيا الجديدة    | [ 25 ] | - | 69    | أنتيغوا وباربودا            | [ 29 ] |
| 8     | قبرص                       | [ 20 ] | -  | 39        | بنما                   | [ 30 ] | - | 70    | أذربيجان                    | [ 31 ] |
| 9     | رومانيا                    | [ 20 ] | -  | 40        | ليبيريا                | [ 32 ] | - | 71    | سورينام                     | [ 33 ] |
| 10    | المجر                      | [ 20 ] | -  | 41        | غامبيا                 | [ 34 ] | - | 72    | البحرين                     | [ 35 ] |
| 11    | صربيا                      | [ 20 ] | -  | 42        | بلغاريا                | [ 36 ] | - | 73    | باربادوس                    | [ 37 ] |
| 12    | النمسا                     | [ 20 ] | -  | 43        | مالاوي                 | [ 38 ] | - | 74    | البوسنة والهرسك             | [ 39 ] |
| 13    | الإمارات                   | [ 17 ] | -  | 44        | السنغال                | [ 40 ] | - | 75    | بروناي                      | [ 41 ] |
| 14    | مصر                        | [ 17 ] | -  | 45        | اسرائيل                | [ 42 ] | - | 76    | ميانمار                     | [ 43 ] |
| 15    | الأردن                     | [ 17 ] | -  | 46        | بنين                   | [ 44 ] | - | 77    | بوروندي                     | [ 45 ] |
| 16    | الكويت                     | [ 17 ] | -  | 47        | هنغاريا                | [ 46 ] | - | 78    | كمبوديا                     | [ 47 ] |
| 17    | عمان                       | [ 17 ] | -  | 48        | بوركينا فاسو           | [ 48 ] | - | 79    | تشاد                        | [ 49 ] |
| 18    | قطر                        | [ 17 ] | -  | 49        | التشيك                 | [ 50 ] | - | 80    | جزر القمر                   | [ 51 ] |
| 19    | السعودية                   | [ 17 ] | -  | 50        | زامبيا                 | [ 52 ] | - | 81    | جمهورية الكونغو الديمقراطية | [ 53 ] |
| 20    | الغابون                    | [ 17 ] | -  | 51        | اليابان                | [ 54 ] | - | 82    | ساحل العاج                  | [ 55 ] |
| 21    | كرواتيا                    | [ 56 ] |    | 52        | جيبوتي                 | [ 57 ] |   | 83    | السالفادور                  | [ 58 ] |
| 22    | دومينيكا                   | [ 59 ] |    | 53        | غينيا الاستوائية       | [ 60 ] |   | 84    | إسواتيني                    | [ 61 ] |
| 23    | فنلندا                     | [ 62 ] |    | 54        | غرينادا                | [ 63 ] |   | 85    | غواتيمالا                   | [ 64 ] |
| 24    | هايتي                      | [ 65 ] |    | 55        | هندوراس                | [ 66 ] |   | 86    | غينيا بيساو                 | [ 67 ] |
| 25    | العراق                     | [ 68 ] |    | 56        | كازاخستان              | [ 69 ] |   | 87    | كينيا                       | [ 70 ] |
| 26    | كيريباتي                   | [ 71 ] |    | 57        | لبنان                  | [ 72 ] |   | 88    | مدغشقر                      | [ 73 ] |
| 27    | ماليزيا                    | [ 74 ] |    | 58        | جزر المالديف           | [ 75 ] |   | 89    | الفلبين                     | [ 76 ] |
| 28    | ناورو                      | [ 77 ] |    | 59        | بنما                   | [ 78 ] |   | 90    | بيرو                        | [ 79 ] |
| 29    | سانت كيتس ونيفيس           | [ 80 ] |    | 60        | ساو تومي وبرينسيب      | [ 81 ] |   | 91    | سيشل                        | [ 82 ] |
| 30    | الصومال                    | [ 83 ] |    | 61        | السودان                | [ 84 ] |   | 92    | توغو                        | [ 85 ] |
| 31    | تركيا                      | [ 86 ] |    | 62        | تركمانستان             | [ 87 ] |   | 93    | اليمن                       | [ 88 ] |
| 94    | بريطانيا                   | [ 89 ] | 95 | الاكوادور | [ 90 ]                 |        |   |       |                             |        |

## معارضة المقترح
ترفض جبهة البوليزاريو المقترح المغربي، مقابل تأكيدها على المطالبة بإجراء استفتاء لتقرير مصير المنطقة، نص عليه اتفاق وقف إطلاق النار الموقع بين الطرفين في عام 1991 برعاية الأمم المتحدة. كما تعتبر جبهة البوليزارية أن فرض خيار الحكم الذاتي على الشعب الصحراوي لن يجدي نفعا.

## التمهيد لتنزيل المقترح
يعمل المغرب على تنزيل سياسة الجهوية الموسعة كمرحلة انتقالية لتنفيذ مبادرة الحكم الذاتي بالصحراء، وتعتبر الجهوية الموسعة شكل من أشكال المصالحة المجالية، وإقامة التوازن بين مختلف المناطق المغربية في إطار التضامن المجالي بين الجهات، بهدف تعميم التنمية والتوزيع العادل للثروة، ما يمكن المغرب من التفكير في الإشكالات التي قد يطرحها الحكم الذاتي للصحراء في حال تمتيع الأقاليم الجنوبية بحكم ذاتي. جاء ذلك واضحا في خطاب الملك محمد السادس بمناسبة الذكرى الـ47 للمسيرة الخضراء في 6 نونبر 2022 حيث قال ما يلي: 
“توجهنا في الدفاع عن مغربية الصحراء، يرتكز على منظور متكامل، يجمع بين العمل السياسي والدبلوماسية، والنهوض بالتنمية الاقتصادية والاجتماعية والبشرية للمنطقة”.

وجّه رئيس جهة الداخلة وادي الذهب سكان مخيمات تندوف إلى الانضمام إلى الأقاليم الصحراوية  تحت سيادة المغرب، مشيراً إلى جهود المغرب المستمرة لحل النزاع الطويل الأمد بشأن الصحراء الغربية. وتأتي هذه الدعوة تأكيدًا على استعداد المغرب لاستقبال اللاجئين الصحراويين.

## قيل حول المقترح
- يؤكد معهد الدبلوماسية الحديثة الأوروبية ما بات يعرفه العالم بأسره: خطة الحكم الذاتي المغربية لسنة 2007 هي الحل الواقعي والوحيد لإنهاء النزاع المفتعل حول الأقاليم الجنوبية المغربية.[96][97][98][99]
- الأساس الأكثر جدية وواقعية وصدقية لحل النزاع - بيدرو سانشيز رئيس الحكومة الإسباني سنة 2023
- ما نقترحه يتوافق مع القانون والشرعية الدوليين، وما هو معمول به في مناطق أخرى - عمر هلال، السفير الممثل الدائم للمغرب لدى الأمم المتحدة.[100]
- مبادرة الحكم الذاتي، في إطار الوحدة الترابية للمملكة المغربية وسيادتها الوطنية، تظل الحل الوحيد والأوحد للنزاع الإقليمي حول الصحراء - عمر هلال، السفير الممثل الدائم للمغرب لدى الأمم المتحدة.[101]
- مبادرة الحكم الذاتي كحل سياسي للنزاع الدائر حول الصحراء المغربية أصبحت تجد لها أصداءً إيجابية لدى المجتمع الدولي، الذي يرى فيها الحل الأنسب والأمثل لإغلاق الباب أمام الدعوات الانفصالية للبوليساريو ومن يقف وراءها - خالد الشرقاوي السموني، مدير مركز الرباط للدراسات السياسية والاستراتيجية.[11]
- الأمم المتحدة أصبحت أكثر اقتناعا بدعم هذه المبادرة بعد فشل استفتاء تقرير المصير - نوفل البعمري، باحث في شؤون الصحراء [91]
- فرض خيار الحكم الذاتي على الشعب الصحراوي لن يجدي نفعا، الحل الأمثل هو ترك القرار للشعب الصحراوي لتقرير مصيره من خلال الاستفتاء الذي يقرر من خلاله الانضمام للمغرب أو الاستقلال أو الحكم الذاتي. - النانة لبات الرشيد، مستشارة الرئيس الصحراوي[91]

## مؤلفات حول المقترح
- كتاب: مشروع الحكم الذاتي المغربي، الحل الأنجع لقضية الصحراء - أمينة المسعودي، أستاذة التعليم العالي بجامعة محمد الخامس، عضو المحكمة الدستورية.[102]

## لقاءات وشراكات دولية تدعم المقترح
- في 26 فبراير 2024، زار وزير الخارجية الفرنسي ستيفان سيجورني الرباط، واستقبله وزير الشؤون الخارجية والتعاون الإفريقي والمغاربة المقيمين بالخارج ناصر بوريطة، في زيارة عمل حول سبل تعزيز التعاون وتطوير الشراكة في مجموعة من المجالات الحيوية، وتكريسا لمبدأ الاحترام المتبادل، جدد وزير الخارجية الفرنسي دعم باريس لمقترح الحكم الذاتي الذي يطرحه المغرب لحل النزاع حول الصحراء المغربية.[103][104][105][106]
- في 23 يناير 2025، صادق مجلس الشيوخ الشيلي بالإجماع على قرار يدعم المبادرة المغربية للتفاوض بشأن الحكم الذاتي في منطقة الصحراء، كـ«حل سلمي ونهائي ومستدام لهذا النزاع»، حيث حصل القرار على تأييد 37 عضوا بمجلس الشيوخ من مختلف الانتماءات السياسية، سواء من الأغلبية أو المعارضة.[107]
- بتاريخ 05 يونيو 2025، أكد وزير الخارجية الغاني صامويل أوكودزيتو أبلاكوا في بيان مشترك مع نظيره المغربي ناصر بوريطة، عقب مباحثات ثنائية أجريت بالرباط، على دعم بلاده لمبادرة الحكم الذاتي، باعتباره الأساس الواقعي، الدائم و الوحيد لتسوية نزاع الصحراء.[108][109][110]
- بتاريخ 16 يونيو 2025 أكد ووزير العلاقات الخارجية بجمهورية بنما، خافيير مارتينيز-آشا فاسكيز في بيان مشترك تم توقيعه بالرباط، عقب لقاء جمعه بنظيره المغربي ناصر بوريطة، عن دعم بلاده لمبادرة الحكم الذاتي التي تقدم بها المغرب سنة 2007، معتبرة إياها الأساس الأكثر جدية ومصداقية وواقعية من أجل تسوية النزاع الإقليمي حول الصحراء المغربية.[111][112][113]
- بتاريخ 4 يوليو 2025 جددت وزيرة خارجية جمهورية ليبيريا، سارة بيسولو نيانتي، خلال ندوة صحفية بالرباط، عقب لقائها مع نظيرها المغربي ناصر بوريطة، التأكيد على دعم بلادها التام لمخطط الحكم الذاتي، معتبرة إياه الحل الموثوق والجاد والواقعي الوحيد لهذا النزاع، كما أضافت أن بلادها تشيد أيضا بالتوافق الدولي المتنامي وبالزخم الذي يقوده الملك محمد السادس دعما لمخطط الحكم الذاتي ولسيادة المغرب على صحرائه.[114][115][116]

## طالع ايضا
- صراع الصحراء الغربية
- الحالة السياسية للصحراء الغربية
- حرب الصحراء الغربية
- الجدار الرملي المغربي في الصحراء الغربية
- عملية السلام في الصحراء الغربية

## مواقع خاريجة
- المجلس الملكي الاستشاري للشؤون الصحراوية